# Casting de sofá

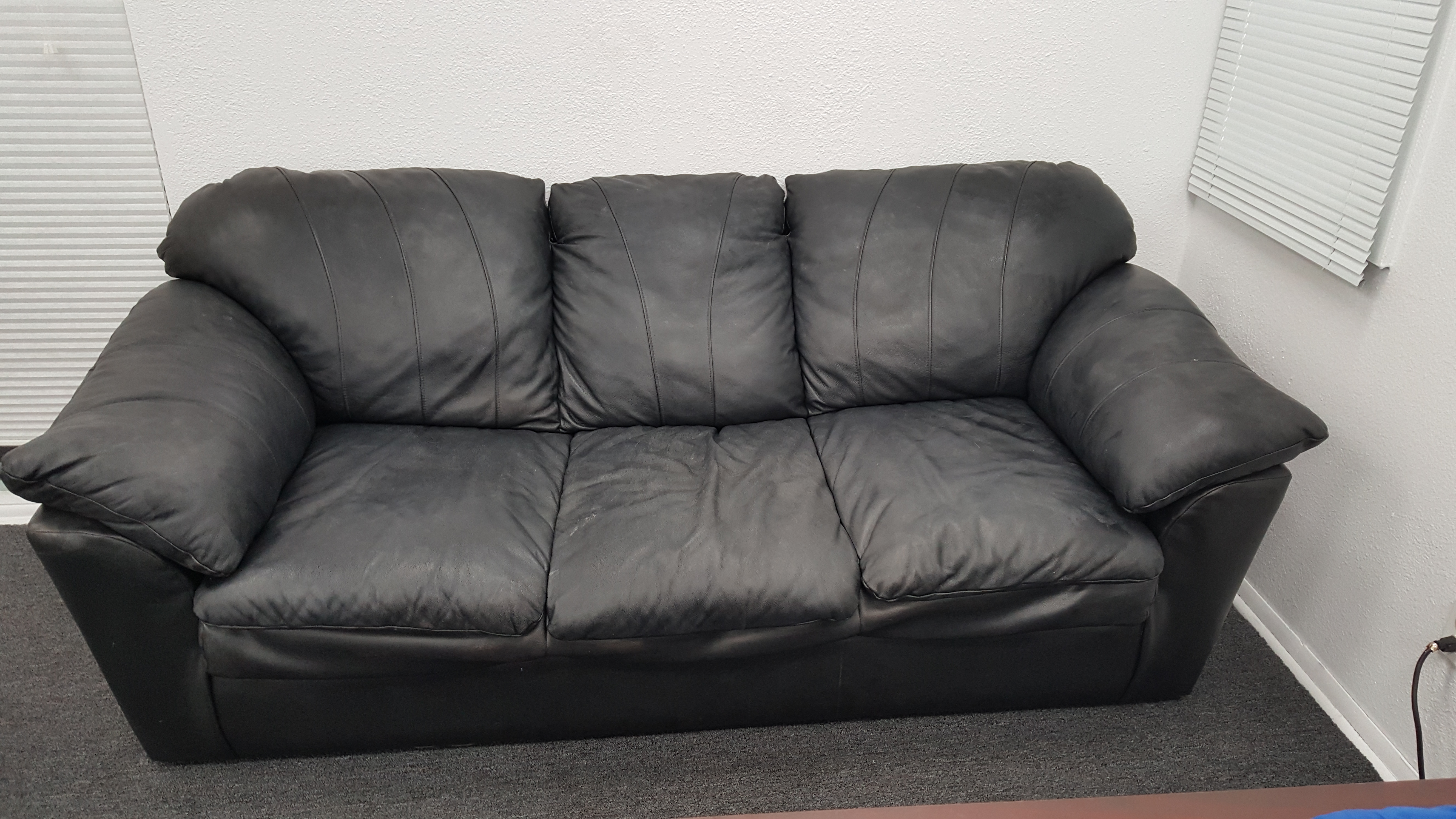
Un sofá utilizado en el plató del sitio web pornográfico Backroom Casting Couch.

El casting de sofá o casting sofá (del inglés casting couch), también llamado casting sábana, es la exigencia de favores sexuales por parte de un empleador o persona en una posición de poder y autoridad, de un aprendiz de empleado, o subordinado a un superior a cambio de entrar en una ocupación, o para otros avances profesionales dentro de una organización. El término «casting de sofá» se originó en la industria cinematográfica, con referencia específica a los sofás de las oficinas que podrían utilizarse para la actividad sexual entre los directores de casting o los productores de películas y las aspirantes a actrices.

## Lectura adicional
- Anger, Kenneth (1959). Hollywood Babylon. J.J. Pauvert.
- Bardot, Bessie; Barker, Geoff (2012). Casting Couch Confidential. Momentum.
- Ford, Derek; Selwyn, Alan (bajo el seudónimo "Selwyn Ford") (1990). The Casting Couch: Making It in Hollywood. Londres: Grafton. ISBN 0-586-20386-9
- Freedland, Michael (2009). The Men Who Made Hollywood: The Lives of the Great Movie Moguls. JR Books Ltd.
- Halperin, Ian (2007). Hollywood Undercover: Revealing the Sordid Secrets of Tinseltown. Mainstream Publishing.
- Hofler, Robert (2005). The Man Who Invented Rock Hudson: The Pretty Boys and Dirty Deals of Henry Willson. University of Minnesota Press.
- Mutti-Mewse, Austin; Mutti-Mewse, Howard (2014). I Used to Be in Pictures: An Untold Story of Hollywood. Antique Collectors' Club.
- Phillips, Julia (1995). You'll Never Eat Lunch in This Town Again. Random House.
- Slide, Anthony (2012). Hollywood Unknowns: A History of Extras, Bit Players, and Stand-Ins. University of Mississippi Press.
- Walker, Derek; Hutchinson, Tom (1956). «The Perils of Show Business». Picturegoer.